# Orgel van de Grote Kerk in Breda

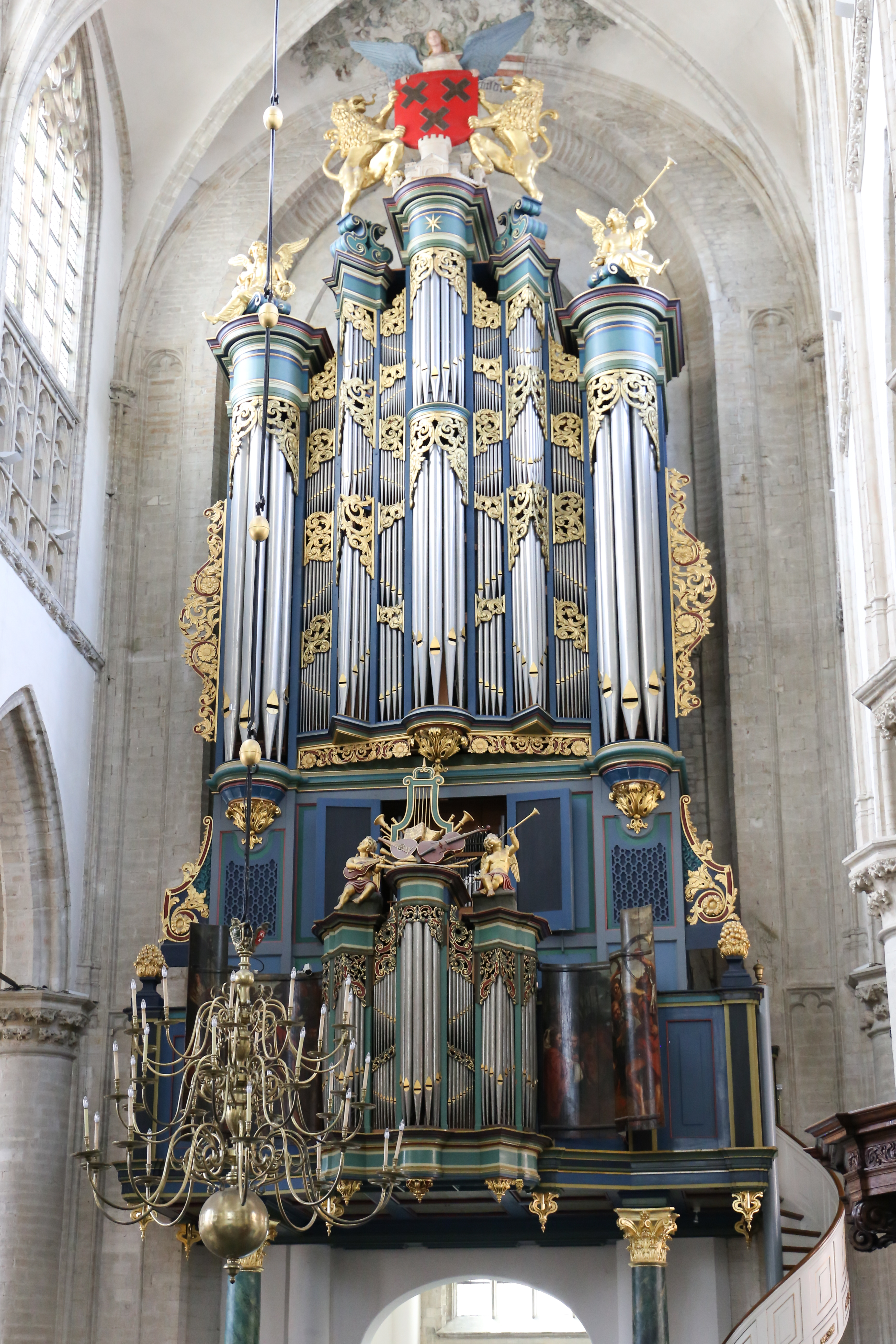
Orgel Grote Kerk Breda

Het hoofdorgel van de Grote Kerk in Breda is in 1969 gebouwd door de firma Flentrop. Het is een van de grotere kerkorgels van Nederland na vele restauraties, uitbreidingen en verbeteringen. Het heeft de kleuren van het huis Nassau, blauw en goud. Het behoort tot de grootste 4-klaviers mechanische instrumenten in Zuid-Nederland. Helemaal bovenaan de orgelkas houden twee leeuwen en een engel het wapen van Breda vast. De twee vergulde engelen links en rechts daaronder zijn door een Bredase beeldhouwer gemaakt voor fl.120,-. Het rugwerk heeft fraai beschilderde stofluiken. Links en rechts daarvan zijn twee vergulde vazen.
In de zomermaanden worden orgelconcerten op de vrijdagavond gegeven. Organist Jaap Hillen is van 1949 tot zeer kort voor zijn overlijden op 27 juni 2008, verbonden geweest als organist aan de Grote Kerk.
Het orgel heeft 3780 pijpen en 63 registers, die verdeeld zijn over vier klavieren en een vrij pedaal. Van het pijpwerk is een groot deel afkomstig uit oudere orgels. De huidige dispositie van het orgel bestaat uit 53 sprekende stemmen, verdeeld over p11), hoofdwerk (12), rugwerk (9), bovenwerk (13) en borstwerk (8). Tevens beschikt het orgel over een 24-toons klokkenspel en een cymbelster, die voor het normale gebruik van het orgel geen betekenis hebben. Verder heeft het orgel 9 werktuigelijke registers zoals drie tremulanten, drie pedaal- en drie manuaalkoppels.
Hieronder volgt de volledige dispositie:
| I Rugwerk C-g’’’ |        |
| Prestant         | 8'     |
| Holpijp          | 8'     |
| Octaaf           | 4'     |
| Fluit            | 4'     |
| Octaaf           | 2'     |
| Quint            | 1 1/3' |
| Mixtuur IV       |        |
| Sexquialter II   |        |
| Dulciaan         | 8'     |
| Tremulant        |        |

| II Hoofdwerk C-g’’’ |     |
| Prestant            | 16' |
| Prestant            | 8'  |
| Roerfluit           | 8'  |
| Octaaf              | 4'  |
| Quintadeen          | 4'  |
| Quint               | 3'  |
| Octaaf              | 2'  |
| Mixtuur IV-V        |     |
| Scherp III-IV       |     |
| Cornet V            |     |
| Trompet             | 16' |
| Trompet             | 8'  |

| III Bovenwerk C-g’’’ |        |
| Gedekt               | 16'    |
| Prestant             | 8'     |
| Holpijp              | 8'     |
| Viola                | 8'     |
| Octaaf               | 4'     |
| Open fluit           | 4'     |
| Nasard               | 3'     |
| Fluit                | 2'     |
| Terts                | 1 3/5' |
| Flageolet            | 1'     |
| Mixtuur IV           |        |
| Schalmei             | 8'     |
| Hobo                 | 8'     |

| IV Borstwerk C-f’’’,g’’’ |        |
| Gedekt                   | 8'     |
| Quintadeen               | 8'     |
| Prestant                 | 4'     |
| Roerfluit                | 4'     |
| Gemshoorn                | 2'     |
| Quint                    | 1 1/3' |
| Cornet V                 |        |
| Vox Humana               | 8' B/D |
| Tremulant                |        |
| Klokkenspel              |        |
| Cimbelstern              |        |

| Pedaal C-f’ |     |
| Prestant    | 16' |
| Subbas      | 16' |
| Octaaf      | 8'  |
| Gedekt      | 8'  |
| Roerquint   | 6'  |
| Octaaf      | 4'  |
| Nachthoorn  | 2'  |
| Mixtuur V   |     |
| Bazuin      | 16' |
| Trompet     | 8'  |
| Klaroen     | 4'  |

| Koppelingen         |
| Pedaal+Hoofdwerk    |
| Pedaal+Rugwerk      |
| Pedaal+Bovenwerk    |
| Hoofdwerk+Rugwerk   |
| Hoofdwerk+Bovenwerk |
| Hoofdwerk+Borstwerk |

## Galerij

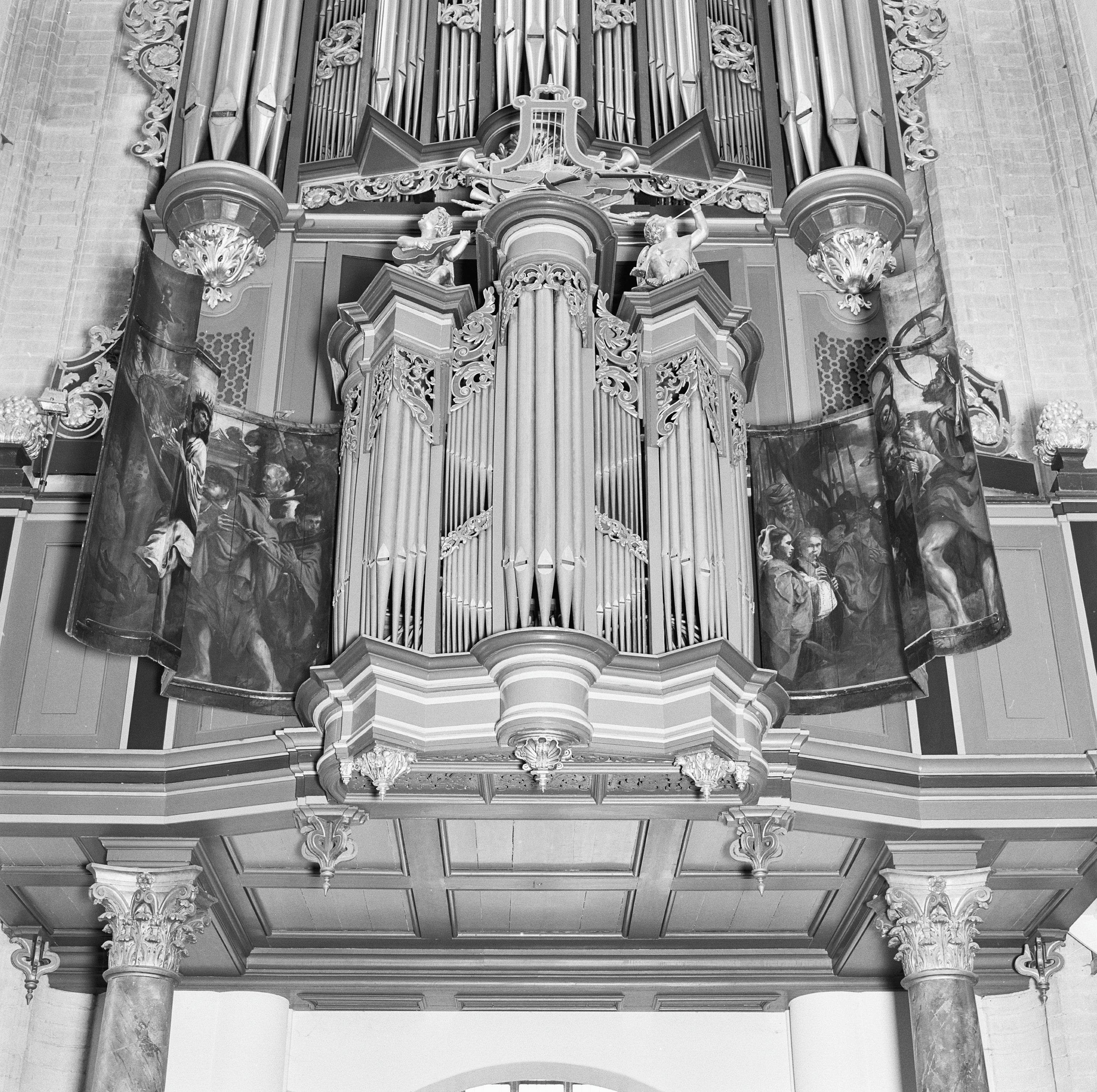
Het rugwerk, met beschilderde orgelluiken
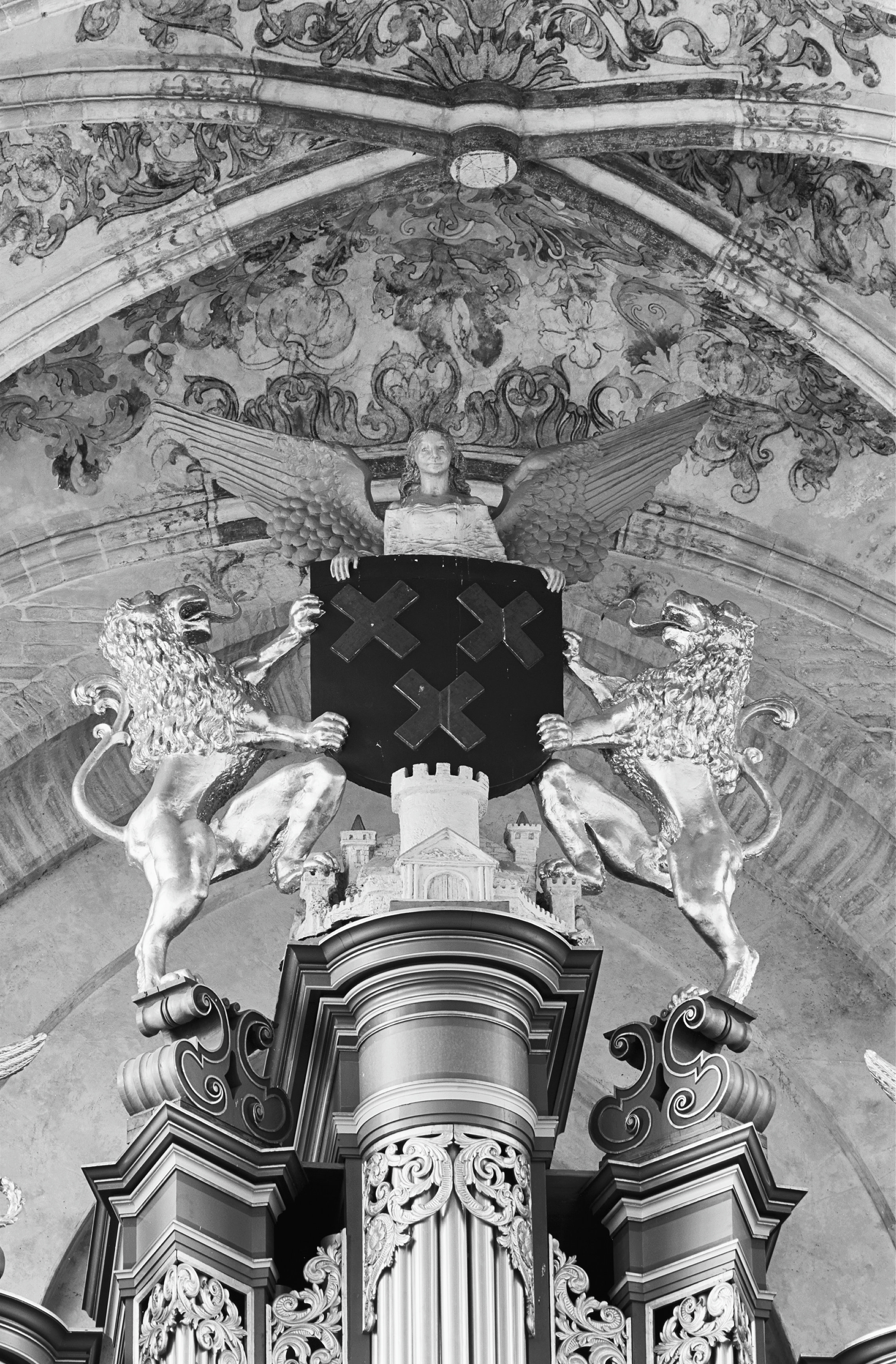
Het wapen van Breda boven op het orgel
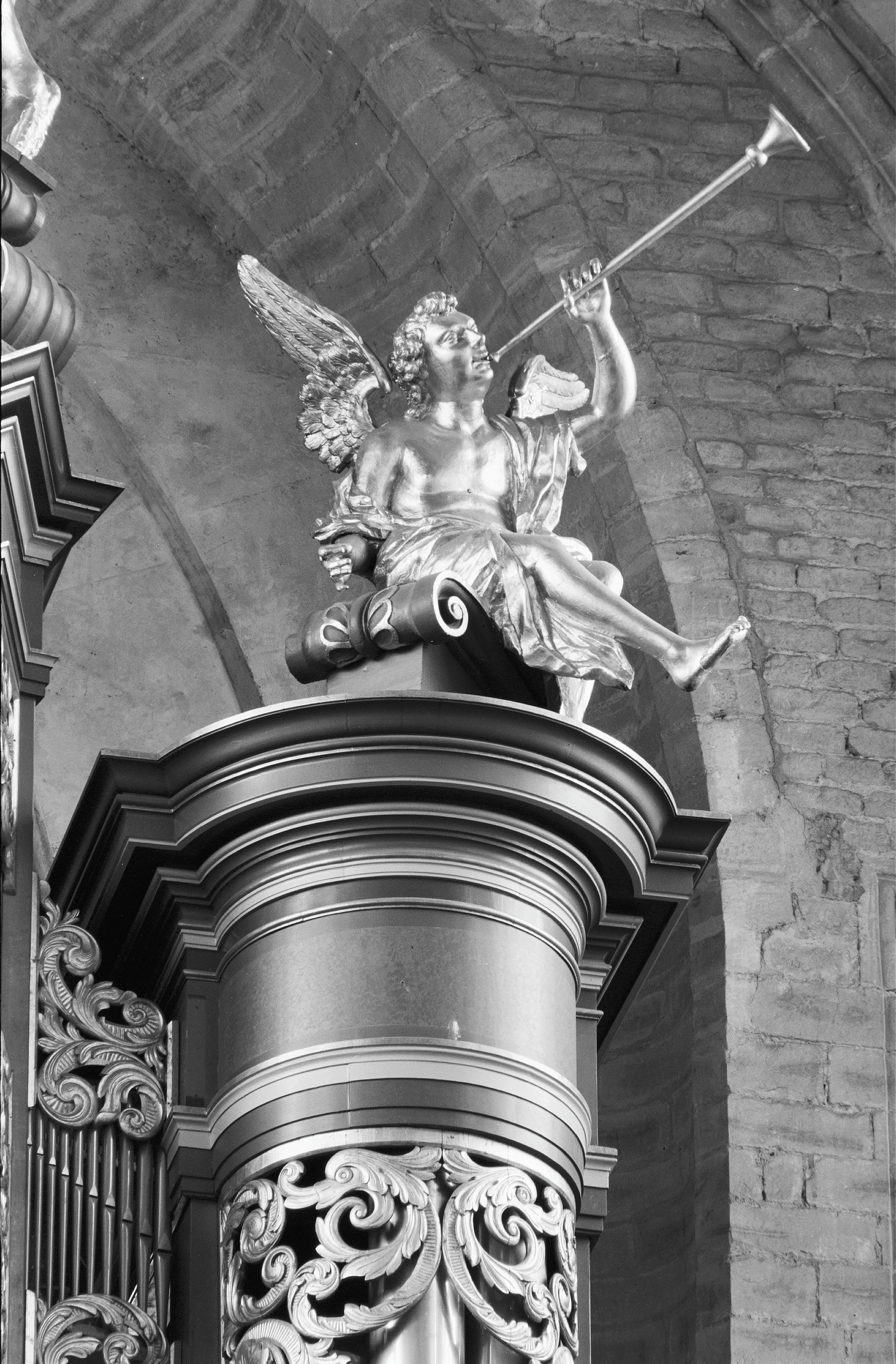
Vergulde engel op de rechter pedaaltoren
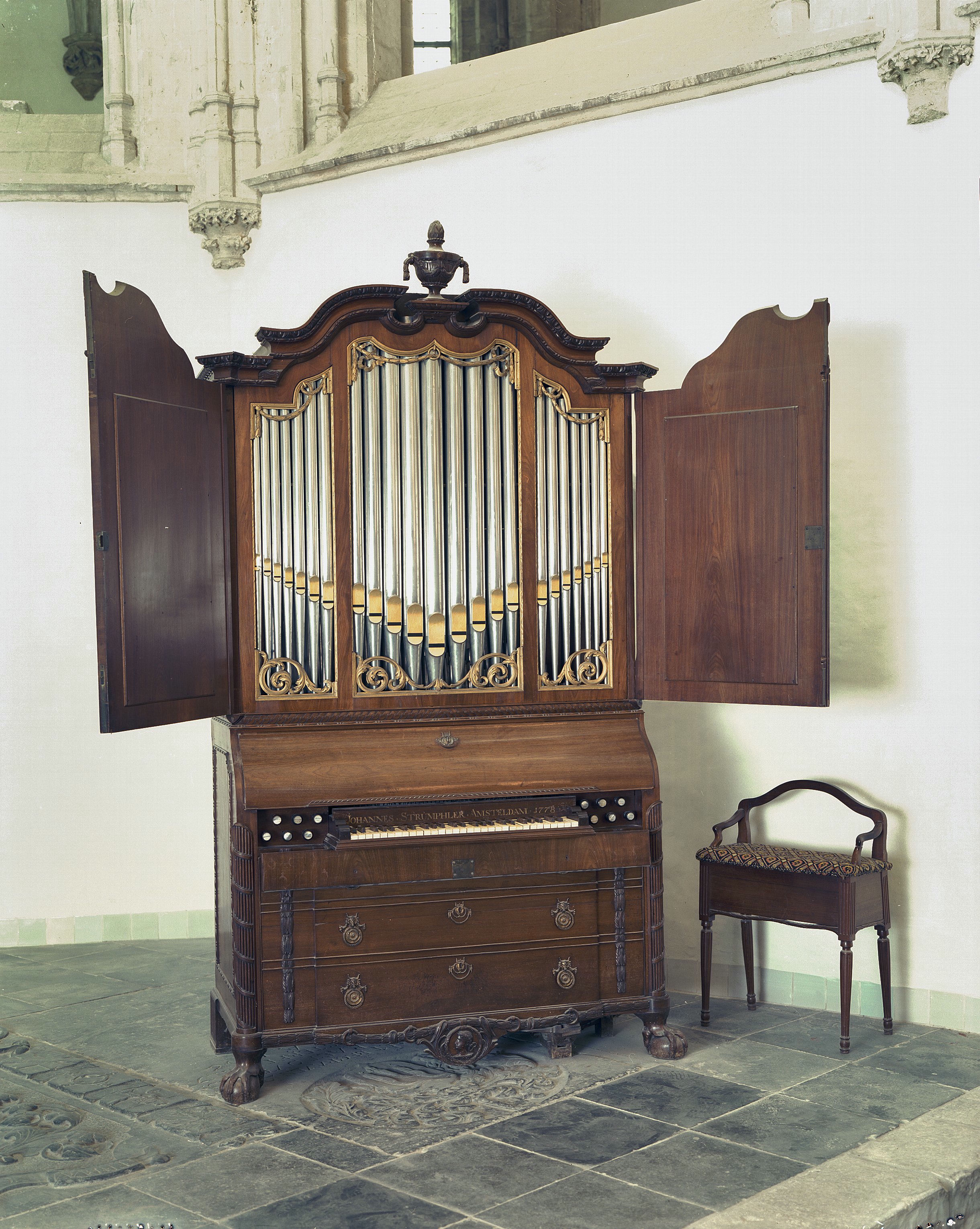
Het Strümphler-koororgel uit 1778
- Orgelconcertserie in de Grote Kerk van Breda

## Koororgel
De kerk heeft sinds omstreeks 1975 ook een eenklaviers koororgeltje met zeven registers, dat in 1778 gebouwd is door J.S. Strümphler.